# リンカン・マクヴェーグ
リンカン・マクヴェーグ（Lincoln MacVeagh, 1890年10月1日 - 1972年1月15日）は、アメリカ合衆国の著名な軍人、外交官、実業家、考古学者である。米国大使として困難な時期にいくつもの国々に駐在した。

## 一族
マクヴェーグの一族は、米国史上の著名人を複数輩出している。
- リンカンの祖父ウェイン・マクヴェーグは、ジェームズ・ガーフィールド政権の司法長官。
- リンカンの父チャールズ・マクヴェーグは、カルヴァン・クーリッジ政権下の駐日アメリカ合衆国大使。
- リンカンの大叔父フランクリン・マクヴェーグは、ウィリアム・ハワード・タフト政権の財務長官。

## 生い立ちと教育
1890年10月1日、ロードアイランド州ナラガンセット・ピアにて、チャールズ・マクヴェーグとファニー・ダヴェンポート・ロジャーズ・マクヴェーグとの息子として生まれた。1909年にグロトン・スクールを卒業し、1913年にはハーヴァード大学を極めて優秀な成績で卒業した。1913年から1914年にかけて、ソルボンヌで言語学を学んだ。ドイツ語、フランス語、スペイン語、ラテン語、及び古代ギリシア語に精通していた。
1917年8月17日、マクヴェーグは著名な言語学者の娘であるマーガレット・チャールトン・ルイスと結婚した。彼女は古語の熱心な学生でもあった。彼らの娘、マーガレット・ユーウェン・マクヴェーグは、両親に付き従い世界各地を回った。マクヴェーグ夫人は1947年9月9日に死去した。

## 職歴
マクヴェーグは第一次世界大戦中に米軍に入り、少佐に昇進した。遠征軍の一員として、欧州に派遣された。アルトワ、サン＝ミイール、ムーズ＝アルゴンヌの軍事作戦に従事し、1919年にはジョン・パーシング陸軍大将から「非常に称賛に値する貢献」により顕彰された。第一次世界大戦後、メリーランド州ボルティモアの出版社、ヘンリー・ホルト社の取締役となった。1923年、ヘンリー・ホルト社からダイアル・プレスに移った。

## 米国大使
1933年、フランクリン・ローズヴェルト大統領はマクヴェーグを駐ギリシャ特命全権公使に任命した。信任状の奉呈後、彼は古代ギリシャ語で演説した。1941年6月5日までアテネに駐在した。その数ヶ月後、ドイツ軍がギリシャを侵略した。
第二次世界大戦初期の1940年、ドイツがアイスランドを先に制圧するのを恐れたイギリス軍はアイスランドに侵攻し、占領した。1941年7月、アイスランド・米国の両政府は、米国がアイスランドの防衛に責任を持つことで合意した。1941年8月8日、ローズヴェルト大統領は初代駐アイスランド米国大使としてマクヴェーグを任命し、米国とアイスランドとの微妙な関係の処理に当たらせた。彼は1942年6月27日までレイキャヴィークに駐在した。
この頃ローズヴェルト大統領は、彼を駐南アフリカ連邦特命全権公使に任命した。彼は1942年5月21日から1943年11月21日までプレトリアに駐在し、同地における米国の戦時諸機関の調整に貢献した。
1943年11月12日、ローズヴェルト大統領は微妙な外交関係を処理した経験を持つマクヴェーグを再び呼び出した。大統領は、ギリシャ及びユーゴスラヴィアの亡命政府の大使として彼をカイロに派遣した。ギリシャ解放後の1944年10月27日、マクヴェーグはアテネの大使館に移った。カイロの大使館は、1944年11月8日に閉鎖された。
1947年、議会に対する秘密の証言を行い、バルカン諸国におけるソ連の庇護を受けた極左運動の危険性を明かした。この証言は、トルーマン・ドクトリンとして知られるようになった政策において重要な要素と考えられた。トルーマン・ドクトリンは、ギリシャとトルコがソ連の勢力圏に落ちるのを防ぐため、米国が経済・軍事援助を行うとしていた。マクヴェーグは、戦後のギリシャ政府が民主的政策を追求するのを支援した。
ギリシャ駐在中、マクヴェーグはアクロポリスの発掘調査を実施し、アテネ国立考古学博物館に考古学的貢献をした。最初の妻マーガレットと共に、『ギリシャの旅 (Greek Journey) 』という子供向けの本を著した。アテネ駐在中、妻が死亡した。彼は1947年10月11日にアテネを離れた。
1948年4月8日、トルーマン大統領はマクヴェーグを駐ポルトガル大使に指名した。リスボン駐在中、ポルトガルをNATOに加盟させる上で貢献した。1952年2月26日までリスボンに留まった。
1952年、トルーマン大統領から駐スペイン大使として再び奉職するよう要請され、マドリードで1年間勤務した。

## 引退後
米国とスペインとの間の軍事・経済協定に向けた交渉で貢献した後、マドリードの大使職を1953年に退いた。
1955年5月、ナポリのフェランテ・ディ・ルッファーノ侯爵夫妻の娘ヴァージニア・フェランテ・コーツと再婚した。
1972年1月15日、メリーランド州アデルフィの老人ホームで死去。81歳。妻とマサチューセッツ州ケンブリッジの娘マーガレット（サミュエル・E・トーン夫人）が後に残された。ペンシルヴェニア州フィラデルフィア近郊のロウアー・メリオン・タウンシップに位置するレディーマー墓地の教会に埋葬された。